# Oktaazakubán
Az oktaazakubán a nitrogén hipotetikus allotrop módosulata, képlete N8. Molekulája kocka alakú, a nitrogénatomok a kocka csúcsain helyezkednek el. A kubán származékának tekinthető, amelyben minden szénatom (a hozzá kapcsolódó hidrogénatommal együtt) nitrogénatomra van kicserélve. Elméleti számítások szerint metastabil molekula, mert bár termodinamikailag instabil a kötések feszülése és a magas energiaszintet képviselő N−N kötések miatt, de a molekulapályák szimmetriaviszonyai következtében a molekula kinetikailag stabil marad.
Az oktaazakubán energiasűrűsége (feltételezve, hogy N2-re bomlik) 22,9 MJ/kg, amely ötszöröse a normál TNT-ének. Emiatt (más egzotikus nitrogén allotrópokkal együtt) felvetették robbanóanyagként és nagy teljesítményű rakéta üzemanyag alkotórészeként történő felhasználását. Robbanási sebessége az előrejelzések szerint 15 000 m/s, mely az oktanitrokubánénál – ez a jelenleg ismert legnagyobb robbanási sebességű nem nukleáris robbanóanyag – 48,5%-kal nagyobb.

## Fordítás
Ez a szócikk részben vagy egészben  az   Octaazacubane című angol Wikipédia-szócikk ezen változatának fordításán alapul.  Az eredeti cikk szerkesztőit annak laptörténete sorolja fel. Ez a jelzés csupán a megfogalmazás eredetét és a szerzői jogokat jelzi, nem szolgál a cikkben szereplő információk forrásmegjelöléseként.